# Ванденбрук, Свен
Свен Людвиг Ванденбрук (нидерл. Sven Ludwig Vandenbroeck; род. 22 сентября 1979, Вилворде, Брабант) — бельгийский футболист, игравший на позиции полузащитника; тренер.

## Биография

### Футболиста
В качестве футболиста выступал на позиции полузащитника за бельгийские «Мехелен» и «Льерс», а также за нидерландские «Роду» и «Де Графсхап». Некоторое время Ванденбрук отыграл в Греции и Норвегии. В течение нескольких лет хавбек входил в состав молодежной сборной Бельгии.

### Тренера
Завершив свою карьеру, Свен Ванденбрук приступил к тренерской деятельности. Начав с юношей «Мехелена», он перешёл на работу ассистента главного тренера. Начинающий тренер помогал наставникам в бельгийских, греческих и тунисских клубах. С 2016 по 2018 год Ванденбрук являлся помощником у своего соотечественника Уго Броса в сборной Камеруна. В 2017 году дуэт бельгийских тренеров привёл «неукротимых львов» к победе в Кубке африканских наций в Габоне. Через год Ванденбрук начал самостоятельную тренерскую карьеру в сборной Замбии. Однако в январе 2019 года из-за провала в отборочном турнире Кубка африканских наций он был отправлен в отставку.
В конце 2019 года бельгиец был назначен на пост главного тренера танзанийского клуба «Симба».

## Достижения

### Тренера
- Чемпион Танзании (2): 2019/20, 2020/21.
- Обладатель Кубка Танзании (2): 2019/20, 2020/21.

### Ассистента
- Победитель Кубка африканских наций: 2017